# Ларионов, Алексей Николаевич
Алексе́й Никола́евич Ларио́нов (6 (19) августа 1907 года — 22 сентября 1960 года) — советский государственный и партийный работник. Первый секретарь Ярославского (1942—1946), затем Рязанского обкома КПСС (1948—1960). Главный фигурант аферы, известной как «Рязанское чудо».

## Биография
Родился 6 (19) августа 1907 года в деревне Грибановская Онежского уезда Архангельской губернии (ныне Онежского района Архангельской области) в крестьянской семье. С детства занимался сельским трудом. Окончил сельскую школу. С 17 лет на комсомольской работе, в 1925—1929 годах на руководящей работе в Онежском укоме ВЛКСМ. После службы в РККА — на партийной работе. В 1938 году окончил историко-партийное отделение ленинградского Института красной профессуры, после чего направлен в Ярославскую область.
В 1938—1940 годах — третий, в 1940—1942 годах — второй, в 1942—1946 годах — первый секретарь Ярославского обкома и горкома ВКП(б).
В 1941—1942 годах руководил политотделом Управления оборонительных работ в Ярославской области.
В 1942—1944 годах по должности был председателем Ярославского городского комитета обороны. В условиях военного времени Ярославская область смогла организовать бесперебойное снабжение фронта боеприпасами и продовольствием. Предприятия области, восстановившись после частичной эвакуации конца 1941 года, успешно выполняли задания ГКО по выпуску оборонной продукции. Продовольственный вопрос в области был решён путём увеличения и расширения подсобных хозяйств предприятий, организаций и учреждений и индивидуальных и коллективных огородов. Несмотря на трудности, Ярославль оставался культурным и образовательным центром: продолжали работу различные учреждения культуры, выходили газеты и радиопередачи, открыты три новых вуза, была обустроена набережная Которосли.
В 1946—1948 годах заведующий Отделом кадров партийных органов Управления кадров ЦК ВКП(б). В ноябре 1948 года стал первым секретарём Рязанского обкома КПСС. Член ЦК КПСС (14.10.1952 — 22.9.1960 гг.).
Делегат XIX, XX и XXI (внеочередного) съездов КПСС. Депутат Верховного Совета СССР 2 и 3 созывов.
В 1959 году Ларионов путём приписок и махинаций в три раза «перевыполнил» план области по производству мяса и молока. На фоне общего кризиса сельского хозяйства и острого дефицита продовольствия в СССР этот случай стал известен как «Рязанское чудо». Ларионову было присвоено звание Героя Социалистического Труда. В следующем году обман был разоблачён.
22 сентября 1960 года А. Н. Ларионов скончался. В местной газете было опубликовано медицинское заключение о смерти из-за сердечной недостаточности. Согласно версии, широко распространённой в среде партийных и хозяйственных работников того времени, он застрелился, хотя документальных подтверждений самоубийства за все последующие годы так и не появилось.
Похоронен на Скорбященском кладбище города Рязани (фото могилы).

## В литературе
А. Н. Ларионов послужил прототипом:
- Кнорозова — первого секретаря обкома КПСС из рассказа А. И. Солженицына «Для пользы дела»
- Артамонова — персонажа романа В. А. Кочетова «Секретарь обкома»
- Буянова — персонажа романа Н. Е. Шундика «В стране синеокой».
- Фёдора Ивановича Лаврухина — персонаж повести Б. А. Можаева «Из жизни Фёдора Кузькина».

## Оценки деятельности
Н. Н. Чумакова, в прошлом секретарь рязанского обкома ВЛКСМ, впоследствии вспоминала, что Ларионов, при всех недостатках его методов хозяйствования, на посту первого секретаря Рязанского обкома КПСС внёс большой вклад в развитие Рязанской области:
Начал город благоустраивать — скверы, набережную сделал, заложил лесопарк, где была свалка, реставрировал Кремль, построил драматический театр, Дом политического просвещения, газифицировал город, реконструировал центральную площадь города, построил автомобильные дороги. При нём Рязань из города, еле-еле себя уважающего, превратилась в культурно-промышленный центр. Ларионов вдохнул жизнь в старую провинциальную Рязань.

## Награды
- Герой Социалистического Труда (25.12.1959)
- 4 ордена Ленина (1.06.1945; 7.02.1957; 29.08.1957; 25.12.1959)
- Орден Отечественной войны 1-й степени (1.02.1945)
- 3 ордена Трудового Красного Знамени (25.03.1942; 22.01.1944; 14.07.1944)
- медаль «За трудовую доблесть» (11.07.1960)

## Память
- 27 декабря 2007 года в Рязани на фасаде дома № 53А по улице Свободы, в котором в 1948—1960 годах жил А. Н. Ларионов, в память о нём торжественно открыта мемориальная доска.